# Царь Селевк
«Царь Селе́вк»  (порт. El-Rei Seleuco), название по первому изданию «Комедия о царе Селевке» (порт. Comédia d’El Rey Selevco); также «Ауто о царе Селевке» (порт. Auto d’El-Rei Seleuco) — пьеса Луиша де Камоэнса в 1 акте, которую принято относить к жанру ауто или комедии моралите. Дата создания неизвестна; предполагается, что была написана после 1545 года. Впервые опубликована посмертно в 1645 году. На русский язык переведена Е. Любимовой.
В пьесе развивается расхожий сюжет о том, как царь Сирии Селевк уступил свою жену Стратонику своему сыну Антиоху.

## Описание
Несмотря на то, что ранее, в XIX веке, встречались указания на первое издание пьесы 1616 года, как у Теофилу Браги, современные исследователи датируют первую её публикацию 1645 годом. Комедия включена в собрания сочинений Камоэнса (том III 1843 года и том IV 1863 года). Тем не менее, отсутствие какого-либо письменного свидетельства об ауто до 1645 года явилось одним из аргументов, ставящих под сомнение авторство Камоэнса. 
«Царь Селевк» представляет собой самое короткое драматическое произведение Камоэнса. Его пролог и концовка написаны прозой, а текст самого действа — стихами (редондилья). В прологе относительно пьесы используются термины «ауто» и «фарс», а титул первого издания сочинения содержал термин «комедия». В тексте присутствуют анахронизмы: в прологе занят оруженосец Ланселота, а в Сирии времён до нашей эры (до Рождества Христова) пребывают паж и музыкант по имени Алешандре да Фонсека; служанка восклицает: «Господи Исусе! Кто здесь?» (Moça: Jesu! Quem ‘stá ahi?).
Особенностью данного сочинения Камоэнса являются занимающие треть его объёма прозаические пролог и концовка, благодаря чему автор создаёт иллюзию присутствия театра в театре. Общая для всех трёх пьес Камоэнса («Амфитрионы», «Филодему» и «Царь Селевк») тема преодолевающей любые социальные преграды любви служит доводом для причисления их к жанру комедий моралите.
Ауто основано на сведениях из «Сравнительных жизнеописаний» Плутарха (Деметрий, 38) о царе Сирии Селевке, его жене Стратонике и сыне Антиохе, хотя до Плутарха впервые об этом писал Валерий Максим, а после него — Лукиан Самосатский, Петрарка, Боккаччо и другие авторы.

## Действующие лица
В прологе
- Мордом или хозяин дома
- Мартин Шиншорру
- Амброзиу, оруженосец Ланселота
- Слуга

В комедии
- Царь Селевк
- Царица Стратоника
- Царевич Антиох
- Леокадиу — паж Антиоха
- Фролалта — служанка Стратоники
- Привратник
- Рабыня в покоях царицы
- Врач (изъясняется на кастильском языке)
- Саншу — слуга врача (говорит по-кастильски)
- Алешандре да Фонсека — один из музыкантов (временами использует кастильские слова)

## Содержание
Во дворце обеспокоены состоянием Антиоха. Уже в самом начале ауто царица говорит царю о недомогании царевича Антиоха, о жёлтизне его лица — то ли от грусти, то ли от болезни. Причина пока никому не известна. Антиох же при своём первом появлении говорит пажу Леокадиу о безнадёжной любви, но отцу отвечает, что не знает причину своего плохого состояния, доводящего его даже до предчувствия смерти. В одном он уверен точно: врачи ничем не помогут. Царица советует прибегнуть к отдыху, на что Антиох отвечает, что такая болезнь не лечится отдыхом, а репликой зрителям даёт понять, что его недуг кроется в любви. Алешандре да Фонсека также изрекает, что от любви лекари не врачуют.
Со временем царица осознаёт интригу: «Я любила его как сына, а он любит меня по-другому — искусством любви». В диалоге с царём врач признаётся в своём бессилии, поскольку он не знает действенного снадобья от любви, и открывает ему страшную правду: сын его сохнет по царице, его жене и своей мачехе. Поборов своё изумление, царь находит выход. Для спасения своего единственного наследника он уступает сыну свою супругу: «Вставай, сынок, сейчас ты получишь от меня то, чего жаждешь». Слова пажа подводят итог действа: «Отец приказал сыну жениться на своей жене».

## Издания
Первая публикация
- Camões, Luis de. Comédia d’El Rey Selevco // Rimas de Lvis de Camões ; primeira parte. Agora nouamente emendadas nesta vltima impressaõ, & acrecentada hu[ma Comedia nunca atègora impressa]. — Lisboa: Officina de Paulo Craesbeeck Impressor, 1645. — P. folios 185–204. — [6], 204 folios p.

В собраниях сочинений
- Camões, Luis de. El-Rei Seleuco // Obras de Luiz de Camões: Redondilhas. Comedias :  [порт.] : in 5 vol. / Editado por Visconde de Juromenha. — Lisboa : Imprensa Nacional, 1863. — Vol. IV. — P. 195—238. — 492 p.

Перевод на русский язык
- Камоэнс, Луис де. Царь Селевк // Португальская драма / Сост., ред., перевод с португальского Е. Любимовой; статья, коммент. А. Косс. — М.: Искусство, 1984. — С. 138—171. — 352 с. — 10 000 экз.